# Joaquín Gaztambide
Joaquín Romualdo Gaztambide y Garbayo (7. února 1822 Tudela – 18. března 1870 Madrid) byl španělský skladatel devatenáctého století, známý pro své zarzuely.

## Život
Narodil se v Tudele, ve španělské provincii Navarra 7. února 1822. Hudbu studoval nejprve ve svém rodném městě a později v Pamploně u José Guelbenziho a Mariana Garcíi. V Pamploně také hrál na kontrabas v divadelním orchestru. V roce 1842 vstoupil na madridskou konzervatoř, kde studoval hru na klavír u Pedra Albénize a kompozici u Ramona Carnicera. Přestože byl vynikajícím klavíristou nenastoupil dráhu klavírního virtuóza, ale dále se živil jako kontrabasista v několika divadlech.
V roce 1845 se stal sbormistrem v divadle Teatro de la Cruz. O dva roky později odcestoval se skupinou herců a tanečníků do Paříže jako dirigent. Turné však nebylo příliš úspěšné. Vrátil se do Madridu v roce 1849 a stal se hudebním ředitelem divadla Teatro Español, kde dirigoval i symfonické koncerty, mimo jiné koncerty slavného houslisty Antonia Bazziniho.
Ačkoliv komponoval i klavírní a orchestrální hudbu, maximum energie věnoval hnutí za obnovu španělských národních tradic. Ještě téhož roku uvedl svou první úspěšnou zarzuelu La mensajera. Společně se skupinou podobně smýšlejících spisovatelů a skladatelů, mezi nimiž byli Francisco Asenjo Barbieri, Cristóbal Oudrid, Rafael Hernando a José Inzenga, otevřeli v opuštěném divadle Teatro del Circo scénu, která uváděla výhradně zarzuely. V roce 1856 se stal dirigentem a skladatelem v nově otevřeném divadle Teatro de la Zarzuela. V letech 1860–1862 řídil operní představení a první velké koncerty symfonické hudby ve Španělsku organizované společností Sociedad Artístico Musical de Socorros Mutuos, kterou v červnu roku 1860 založili Francisco Asenjo Barbieri a Fernando Monasterio del Castillo.
V roce 1865 řídil v madridském divadle Teatro de los Campos Eliseos jedno z prvních uvedení děl Richarda Wagnera ve Španělsku. V roce 1868 se stal předsedou Sociedad de Conciertos de Madrid, která uvedla španělskou premiéru opery Tannhäuser. V témže roce se vypravil na Kubu a do Mexika se svou vlastní operní společností. Zájezd úspěšný nebyl. Skladatel utrpěl velké finanční ztráty a vrátil se s podlomeným zdravím. Zemřel v důsledku závažného onemocnění jater krátce po příjezdu do Madridu 18. března 1870 ve věku 48 let.

## Dílo
- Un alijo en Sevilla (José Olona, 1846 Madrid)
- La mensajera (Luis Olona, 1849 Madrid)
- A última hora (J. Olona, 1850 Madrid)
- Las señas del archiduque (Ceferino Suárez Bravo, 1850 Madrid)
- Escenas en Chamberí (J. Olona, 1850 Madrid) (spoluautoři Barbieri, Hernando, Oudrid)
- La picaresca (Carlos García Doncel a Eusebio Asquerino, 1851 Madrid, spoluautor Barbieri)
- Al amanecer (Mariano Pina, 1851 Madrid)
- Tribulaciones (Tomás Rodríguez Rubí, 1851 Madrid)
- Por seguir a una mujer (L. Olona, 1851 Madrid, spoluautoři Barbieri, Hernando a další)
- El sueño de una noche de verano (Patricio de la Escosura, 1852 Madrid)
- El estreno de una artista (Ventura de la Vega, 1852 Madrid)
- El secreto de la reina (L. Olona, 1852 Madrid, spoluautoři Hernando a Castallanos)
- El valle de Andorra (L. Olona, 1852 Madrid)
- La cotorra (L. Olona, 1853 Madrid)
- Don Simplicio Bobadilla (Manuel a Victorino Tamayo, 1853 Madrid, spoluautoři Barbieri, Hernando a Inzenga)
- La cisterna encantanda (de la Vega, 1853 Madrid)
- El hijo de familia (El lancero voluntario, L. Olona, 1853 Madrid, spoluautoři Oudrid a E. Arrieta)
- Scénická hudba ke hře Jaime el Barbudo Sixto Cámara (1853 Madrid)
- Un día de reinado (Reinar un día, Antonio García Gutiérrez a L. Olona, 1854 Madrid, spoluautoři Barbieri, Inzenga a Oudrid)
- Catalina (L. Olona, 1854 Madrid)
- Estebanillo Peralta (de la Vega, 1855 Madrid, spoluautor Oudrid)
- Los comuneros (Adelardo López de Ayala, 1855 Madrid)
- El sargento Federico (L. Olona, 1855 Madrid, spoluautor Barbieri)
- El amor y el almuerzo (L. Olona, 1856 Madrid)
- Entre dos aguas (Antonio Hurtado, 1856 Madrid, spoluautor Barbieri)
- La zarzuela (L. Olona a Hurtado, 1856 Madrid, spoluautoři Arrieta a Barbieri)
- Cuando ahorcaron a Quevedo (L. Eguílaz, 1857 Madrid, spoluautor Caballero)
- El lancero (Francisco Camprodón, 1857 Madrid)
- Los magyares (L. Olona, 1857 Madrid)
- Amar sin conocer (L. Olona, 1858 Madrid, spoluautor Barbieri)
- Casado y soltero (L. Olona, 1858 Madrid)
- Un pleito (Camprodón, 1858 Madrid)
- El juramento (L. Olona, 1858 Madrid)
- Un viaje aerostático (Javier Ramírez, 1859 Madrid, spoluautor Oudrid)
- La hija del pueblo (Emilio Álvarez, 1859 Madrid)
- El diablo las carga (Camprodón, 1860 Madrid)
- Una vieja (Camprodón, 1860 Madrid)
- Anarquía conyugal (Jacinto Octavio Picón, 1861 Madrid)
- Una niña (Camprodón, 1861 Madrid)
- La edad en la boca (Narciso Serra, 1861 Madrid)
- Una historia en un mesón (Narciso Serra, 1861 Madrid)
- Del palacio a la taberna (Camprodón, 1861 Madrid)
- ¡En las astas del toro! (Carlos Frontaura, 1862 Madrid)
- Las hijas de Eva (Luis Mariano de Larra, 1862 Madrid)
- Matilde y Malek-Adel (Frontaura, 1863 Madrid, spoluautor Oudrid)
- La conquista de (Larra, 1863 Madrid)
- Antes del baile, en el baile y después del baile (Manuel del Palacio a Álvarez, 1864 Madrid)
- Los caballeros de la Tortuga (Eusebio Blasco, 1867 Madrid)
- La varita de virtudes (Larra, 1868 Madrid)